# 朝鮮王朝実録
『朝鮮王朝実録』（ちょうせんおうちょうじつろく）は李氏朝鮮の初代太祖の時から純宗に至るまで27代519年間の歴史を編年体で編纂した1967巻948冊の実録。かつては『李朝実録』（りちょうじつろく）と呼ぶことが多かった。なお、現在の朝鮮民主主義人民共和国での正式的な呼び名は『朝鮮封建王朝実録』（ちょうせんほうけんおうちょうじつろく）である。
李氏朝鮮時代の政治、外交、軍事、経済など各方面の史料を記載しているといわれる。1997年（平成9年）にはユネスコの世界の記憶 (Memory of the World) 計画に登録された。

## 編纂と保管
李氏朝鮮では高麗王朝の伝統を受け、春秋館及び芸文館を常設して時政を記録した。
1413年（太宗13年）に太祖実録15巻を編纂したのを始め、歴代国王の実録を編修し、文禄・慶長の役以前までは実録を漢城の春秋館及び忠州、星州、全州の史庫に各1部ずつ保管していた。各地に保管された実録は、豊臣軍による文禄・慶長の役の際、忠州・星州史庫は豊臣軍の攻撃により失われ、春秋館史庫は豊臣軍の漢城府（現ソウル特別市）入城に先立ち、ソウル住民の手により焼かれた。全州史庫の実録だけは内蔵山に移して後世に伝えられた。
1603年（宣祖36年）実録の再刊行とされる作業が行われ、太祖から明宗までの13代の実録、804巻を3部ずつ刊行した。この時に印刷した3部と全州史庫にあった原本、再出版の時の校訂本など5部の実録を、1部は以前のように春秋館に置いて、他の4部は江華島の摩尼山、太白山、妙香山、五台山に史庫を新設して1部ずつ分けて保管するようになった。以後、妙香山史庫は茂朱の赤裳山に、摩尼山史庫は江華島に鼎足山史庫を新たに作って移管している。
大韓帝国は1905年（光武9年）、春秋館本を奎章閣に移管し、地方所在の実録もその管轄下に置いたが、1910年（明治43年）、韓国併合によって奎章閣は廃止され、その図書は朝鮮総督府に集められた。1911年（明治44年）には太白山史庫本と江華島史庫本も総督府に集められ、赤裳山史庫の実録は1915年（大正4年）、昌慶苑の蔵書閣に移管された。この時、五台山史庫本は東京帝国大学に寄贈されたが、1923年（大正12年）の関東大震災のためほとんどが失われている。1930年（昭和5年）に鼎足山本と太白山本は奎章閣図書とともに京城帝国大学に移され、第二次世界大戦後ソウル大学校図書館に所蔵された。
蔵書閣にあった赤裳山本は朝鮮戦争の時に金日成の命令で北朝鮮側に移され、金日成総合大学図書館に所蔵されているといわれる。鼎足山史庫の実録は、現在ソウル大学校中央図書館に保管され、太白山本が総務処政府記録保存所釜山支所（釜山広域市蓮堤区巨堤洞）で保管されている。

## 日本から韓国への譲渡(返還)
2006年（平成18年）7月14日、東京大学は五台山史庫本47冊をマイクロフィルムに収録し、原本をソウル大学校・奎章閣に寄贈（ソウル大は還収と呼ぶ）した。

## 高宗・純宗実録
最後の二巻『高宗実録』と『純宗実録』は日本統治時代の1934年（昭和9年）に編集され、朝鮮総督府の影響下にあったとされる李王職により編纂された。このため大韓民国では、朝鮮王朝実録の編纂規例に合わない、日本人の見解に沿った記述が多過ぎるとして実録に含めない見解があり、その場合『朝鮮王朝実録』は哲宗まで25代472年間の1893巻888冊となる。この二巻は大韓民国指定国宝や世界の記憶からも除外されている。

### 高宗・純宗実録編纂委員会
- 委員長：篠田治策（李王職長官・法学博士）
- 副委員長：李恒九（李王職次官・男爵）
- 監修委員：小田省吾（京城帝大教授）・鄭万朝（経学院大提学）・朴勝鳳（中枢院参議）・成田碩内（李王職嘱託）・金明秀（元李王職事務官）・徐晩淳（元宮内府秘書院丞）
- 編纂委員：徐相勛（中枢院参議）・南奎煕（元中枢院参議）・李明翔（元宮内府宗正院卿）・趙経九（元宮内府奉常司提調）・洪鍾瀚（元朝鮮総督府郡守）・権純九（元朝鮮総督府郡守）
- 史料蒐集委員：朴冑彬（李王職事務官）・李源昇（元李王職事務官）・李能和（元朝鮮総督府編修官）・菊池謙譲（元大陸通信社社長）
- 庶務委員：末松熊彦（李王職事務官）・市価志賀（李王職事務官）
- 会計委員：佐藤明道（李王職事務官）
- 監修補助委員：金碩彬（元朝鮮総督府郡守）・江原善椎（元朝鮮総督府理事官）・崔寧鎮（元宮内府秘書院丞）・崔奎煥（元李王職属）
- 編纂補助委員：浜野鐘太郎（元朝鮮総督府道警視正）・李秉韶（元宮内府秘書院丞）・李豊用（元李王職属）・水橋復比古（元朝鮮総督府郡書記）・李準聖（元農商工部主事）・金炳明（元法部主事）・洪明基（元宮内府水輪課主事）
- 史料蒐集補助委員：北島耕造（元京城高商嘱託）

## 復刻と翻訳
日本では学習院大学東洋文化研究所が1953年（昭和28年）から1967年（昭和42年）にかけて高宗実録、純宗実録を含む『李朝実録』全56冊を刊行した。この東洋文化研究所版（普及版と呼ばれている）は現在でも販売されている。1997年（平成9年）に新潮社から『朝鮮王朝実録』の内容をまとめた解説本の日本語訳が刊行されたが絶版になった。この解説本の日本語訳は2012年（平成24年）にキネマ旬報社から復刊された。
大韓民国では1968年（昭和43年）に国史編纂委員会が復刻本を刊行し、また近年、ソウルシステム社が『朝鮮王朝実録』CD-ROM版を発売している。北朝鮮では1980年代に（全400巻）、韓国でも1994年（平成6年）に朝鮮語訳がそれぞれ刊行された。その後、国史編纂委員会が朝鮮語訳の著作権を買い、2005年（平成17年）12月22日よりインターネットにおいて無料で読むことができるサービスが始まった。